# Xanthoparmelia subruginosa
Xanthoparmelia subruginosa är en lavart som beskrevs av Hale. Xanthoparmelia subruginosa ingår i släktet Xanthoparmelia och familjen Parmeliaceae.   Inga underarter finns listade i Catalogue of Life.